# 阿伊 (喬治亞州)
阿伊（英語：Ai）是位於美國喬治亞州吉爾默縣的一個非建制地區。該地的面積和人口皆未知。

## 地理
阿伊的座標為34°50′01″N 84°27′10″W / 34.83361°N 84.45278°W，而該地的平均海拔高度為679米（即2228英尺）。